# هاريسون وليامز
هاريسون أرلينغتون وليامز(بالإنجليزية: Harrison Arlington Williams)‏،(ولد في 10 ديسمبر 1919 وتوفي في 17 نوفمبر 2001. مثل ولاية نيو جيرسي عن الحزب الديمقراطي في مجلس النواب الأمريكي (1953-1957) وفي مجلس الشيوخ (1959-1982)، أدين قضائيا في 1 مايو 1981، لتقاضيه رشاوى في عملية غش  واستقال من مجلس الشيوخ الأمريكي في عام 1982 قبل انعقاد المجلس من أجل التصويت لطرده.